# 모음분화
역사언어학에서 모음분화(母音分化, vowel breaking) 혹은 이중모음화(二重母音化, diphthongization)는 단모음이 이중모음이나 삼중모음으로 분화하는 음운변화 현상이다.

## 유형
모음분화의 발생은 조건적이거나 수의적이다. 다른 음소의 존재나 강세에 의해 일어날 수도 있고, 별다른 이유 없이 일어날 수도 있다.

### 동화
모음분화는 뒤따르는 모음이나 자음에 의해 진행되는 조화(동화) 과정을 가치킬 시에는 이중모음화의 특수형으로 정의되기도 한다.
분화가 발생하기 전의 모음은 대개 두 분절로 나뉜다. 첫 분절은 일반적으로 원래의 모음과 일치하며, 나머지 분절은 모음분화를 유발한 모음이나 자음과 조화롭도록 변한다. 이를테면, 후설모음이나 연구개음이나 인두음과 같은 자음에 의해 모음분화가 유발되는 경우, 두 번째 분절은 /u/(후설모음)일 수 있다. 경구개음에 의해 유발된 경우는 두 번째 분절이 /i/(전설모음)일 수 있다.
따라서, 이러한 경우의 모음분화는 동화의 한 예로 간주될 수 있다.

### 수의
모음분화는 때때로 동화나 이웃하는 소리의 영향 없이 발생하기도 한다. 이를테면, 영어의 대모음추이를 겪으면서 모든 /iː/와 /uː/는 이중모음으로 변했다.

### 강세
모음분화는 때때로 강세가 있는 음절에서만 발생하기도 한다. 이를테면, 속라틴어의 중저모음 /ɛ/와 /ɔ/는 강세가 있는 경우에 이중모음으로 변했다.

## 같이 보기
- Smoothing (phonetics)
- Unpacking